# USS Hobby (DD-610)
USS Hobby (DD-610) là một tàu khu trục thuộc lớp Benson của Hải quân Hoa Kỳ đã phục vụ trong suốt Chiến tranh Thế giới thứ hai. Nó là chiếc tàu chiến duy nhất của Hải quân Hoa Kỳ được đặt tên theo James H. Hobby (1835-1882), một hạ sĩ quan từng tham gia cuộc Nội chiến Hoa Kỳ.

## Thiết kế và chế tạo
Hobby được đặt lườn tại chi nhánh xưởng tàu của hãng Bethlehem Steel Corporation ở San Francisco, California vào ngày 30 tháng 6 năm 1941. Nó được hạ thủy vào ngày 4 tháng 6 năm 1942; được đỡ đầu bởi bà Walter Davis, và được cho nhập biên chế vào ngày 18 tháng 11 năm 1942 dưới quyền chỉ huy của Hạm trưởng, Thiếu tá Hải quân Ernest Blake.

## Lịch sử hoạt động
Sau khi hoàn tất chạy thử máy tại vùng bờ Tây, Hobby lên đường đi sang New York vào ngày 12 tháng 2 năm 1943 để làm nhiệm vụ hộ tống các đoàn tàu vận tải vượt Đại Tây Dương đến Casablanca thuộc Bắc Phi. Trong năm chuyến đi đến vùng biển Địa Trung Hải trong năm đó, nó nhiều lần đụng độ với tàu ngầm U-boat Đức, gây hư hại một tàu ngầm đối phương vào ngày 9 tháng 5.
Hobby khởi hành từ Norfolk, Virginia vào ngày 2 tháng 1 năm 1944 để chuyển sang Mặt trận Thái Bình Dương, cung cấp hỏa lực hỗ trợ và tuần tra chống tàu ngầm cho nhiều chiến dịch tại các quần đảo Admiralty và Schouten, và ở lại khu vực New Guinea cho đến ngày 22 tháng 8. Lên đường đi lên phía Bắc vào mùa Thu, nó cung cấp hỏa lực hỗ trợ cho cuộc đổ bộ lên các đảo Peleliu và Ngesebus, và tiếp tục làm nhiệm vụ bảo vệ trong suốt tháng 11. Nhiều lần bị máy bay Nhật Bản tấn công, nó thoát được mà không bị hư hại.
Vào ngày 10 tháng 12, Hobby khởi hành cùng các tàu sân bay nhanh thuộc Lực lượng Đặc nhiệm 38 cho các cuộc không kích lên các mục tiêu quan trọng trên đảo Luzon thuộc Philippines. Nó tiếp tục hoạt động cùng các tàu sân bay trong các cuộc khônh kích tiếp theo tại Philippines, Đài Loan và bờ biển Trung Quốc cho đến năm 1945, khi lực lượng Hải quân Hoa Kỳ tiến đến gần chính quốc Nhật Bản. Vào ngày 16 tháng 2, nó gia nhập lực lượng đặc nhiệm tàu sân bay dưới quyền Đô đốc Marc Mitscher trực thuộc Đệ Ngũ hạm đội, khi chúng tiến hành cuộc không kích đầu tiên nhắm vào Tokyo, kể từ khi diễn ra cuộc Không kích Doolittle vào tháng 4 năm 1942. Ngoài nhiệm vụ bảo vệ các tàu chở dầu tiếp tế cho tàu sân bay, nó cũng hoạt động ngoài khơi Iwo Jima và sau đó là Okinawa trong vai trò phòng thủ chống tàu ngầm. Rời khu vực Tây Thái Bình Dương vào cuối tháng 6, chiếc tàu khu trục quay trở về Seattle, Washington vào ngày 17 tháng 7 để đại tu. Tin tức về việc Nhật Bản đầu hàng đến khi nó còn đang trong ụ tàu.
Hobby lên đường đi New York vào ngày 6 tháng 10 để tham gia những lễ hội trong Ngày Hải quân, nơi nó tiếp đón các tùy viên hải quân nước ngoài và nghị sĩ quốc hội nhân dịp Duyệt binh Tổng thống hạm đội. Đi đến Charleston, South Carolina vào ngày 1 tháng 11, nó được cho xuất biên chế tại đây và đưa về lực lượng dự bị vào ngày 1 tháng 2 năm 1946; được chuyển đến Orange, Texas vào tháng 1 năm 1947. Tên nó được cho rút khỏi danh sách Đăng bạ Hải quân vào ngày 1 tháng 7 năm 1971 và bị bán để tháo dỡ vào ngày 1 tháng 6 năm 1972.

## Phần thưởng
Hobby được tặng thưởng mười Ngôi sao Chiến trận do thành tích phục vụ trong Thế Chiến II.